# شیرین و فرهاد (فیلم ۱۹۵۶)
شیرین و فرهاد فیلمی عاشقانه به زبان هندوستانی ساختهٔ ۱۹۵۶ است. این فیلم بر اساس داستان خسرو و شیرین ساخته شده‌است. کارگردان و تهیه‌کنندهٔ فیلم اسپی ایرانی است. این فیلم روایتگر ازدواج اجباری شیرین (مدهوبالا) با شاه و عشقش به فرهاد کوه‌کن (پرادیپ کومار) است.